# Октябрьский сельсовет (Жлобинский район)
Октябрьский сельсовет (белор. Акцябрскі сельсавет) — административная единица на территории Жлобинского района Гомельской области Республики Беларусь. Административный центр — деревня Октябрь.

## География
Расположен в северо-восточной части Жлобинского района.
Граничит с Солонским, Папоротнянским и Стрешинским сельсоветами Жлобинского района.
Расстояние от д. Октябрь до г. Жлобина – 10 км.

### Водная система
Протекают реки: Днепр и Быстрица.
Расположено: 5 природных озёр.

## Состав
Октябрьский сельсовет включает 5 населённых пунктов:
- Горки — деревня
- Грабск — деревня
- Затон — деревня
- Октябрь — деревня
- Проскурни — деревня